# Bittiolum podagrinum
Bittiolum podagrinum is een uitgestorven slakkensoort uit de familie van de Cerithiidae. De wetenschappelijke naam van de soort is voor het eerst geldig gepubliceerd in 1864 door Carpenter.